# Naci Şensoy
Naci Şensoy (również serb. Nadži Šensoj, ur. 20 lutego 1958) – urodzony na terenie dzisiejszego Kosowa piłkarz oraz trener piłkarski z obywatelstwem tureckim.
Przez większą część piłkarskiej kariery występował w klubach w Turcji. Tam też rozpoczął pracę szkoleniową, jako asystent w İstanbulsporze A.Ş. Później przez dwa sezony był trenerem azerskiego Turanu Tovuz.
W międzyczasie jako asystent Miodraga Ješicia i Ratka Dostanicia był zatrudniony w Slawii Sofia.
Od 2008 do 2010 związany był z ligą bułgarską: prowadził kluby walczące o pozostanie w ekstraklasie, Belasicę Petricz, Pirin 1922 Błagojewgrad, Wichren Sandanski oraz Łokomotiw Płowdiw. Później pracował w Serbii i Albanii.

## Sukcesy szkoleniowe
- finał Pucharu Bułgarii 2009 z Pirinem 1922 Błagojewgrad